# Comissão de Supervisão das Nações Neutras
A Comissão de Supervisão das Nações Neutras (NNSC) foi estabelecida pelo Acordo de Armistício Coreano assinado em 27 de julho de 1953, declarando um armistício na Guerra da Coreia . É, juntamente com a Comissão de Armistício Militar, parte do mecanismo que regula as relações entre a República Popular Democrática da Coreia (RPDC, Coreia do Norte) e a República da Coreia (RC, Coreia do Sul).
A missão do NNSC é realizar inspeções e investigações para garantir a implementação dos subparágrafos 13(c) e 13(d) do Armistício, que impedem que reforços sejam trazidos para a Coreia, sejam eles pessoal militar adicional ou novas armas, além da substituição, peça por peça, de equipamentos danificados ou desgastados. Os relatórios devem ser apresentados à Comissão de Armistício Militar.
De acordo com o Armistício, o NNSC será composto por quatro oficiais superiores, dois dos quais serão nomeados por nações neutras indicadas pelo Comando das Nações Unidas (UNC) e dois dos quais serão nomeados por nações neutras indicadas conjuntamente pelo Exército Popular Coreano (KPA) e pelos Voluntários do Povo Chinês (CPV). O termo "nações neutras" foi definido como aquelas nações cujas forças de combate não participaram das hostilidades na Coreia. O Comando das Nações Unidas escolheu a Suíça e a Suécia, enquanto o Exército Popular Coreano e os Voluntários do Povo Chinês escolheram a Checoslováquia e a Polónia .
O NNSC foi apoiado por vinte Equipes de Inspeção de Nações Neutras, dez localizadas permanentemente em portos na Coreia do Norte e do Sul, e dez equipes móveis. O Armistício não especificou a maneira de operação das equipes. As equipes suíça e sueca eram pequenas e dependiam de seus anfitriões para fornecer suporte de pessoal, veículos e equipamentos de comunicação para reportar à Comissão de Supervisão. As equipas da Checoslováquia e da Polónia eram muito maiores e totalmente auto-suficientes, incluindo camiões de rádio pesados, intérpretes, cozinheiros e equipamento de refeitório.

## História

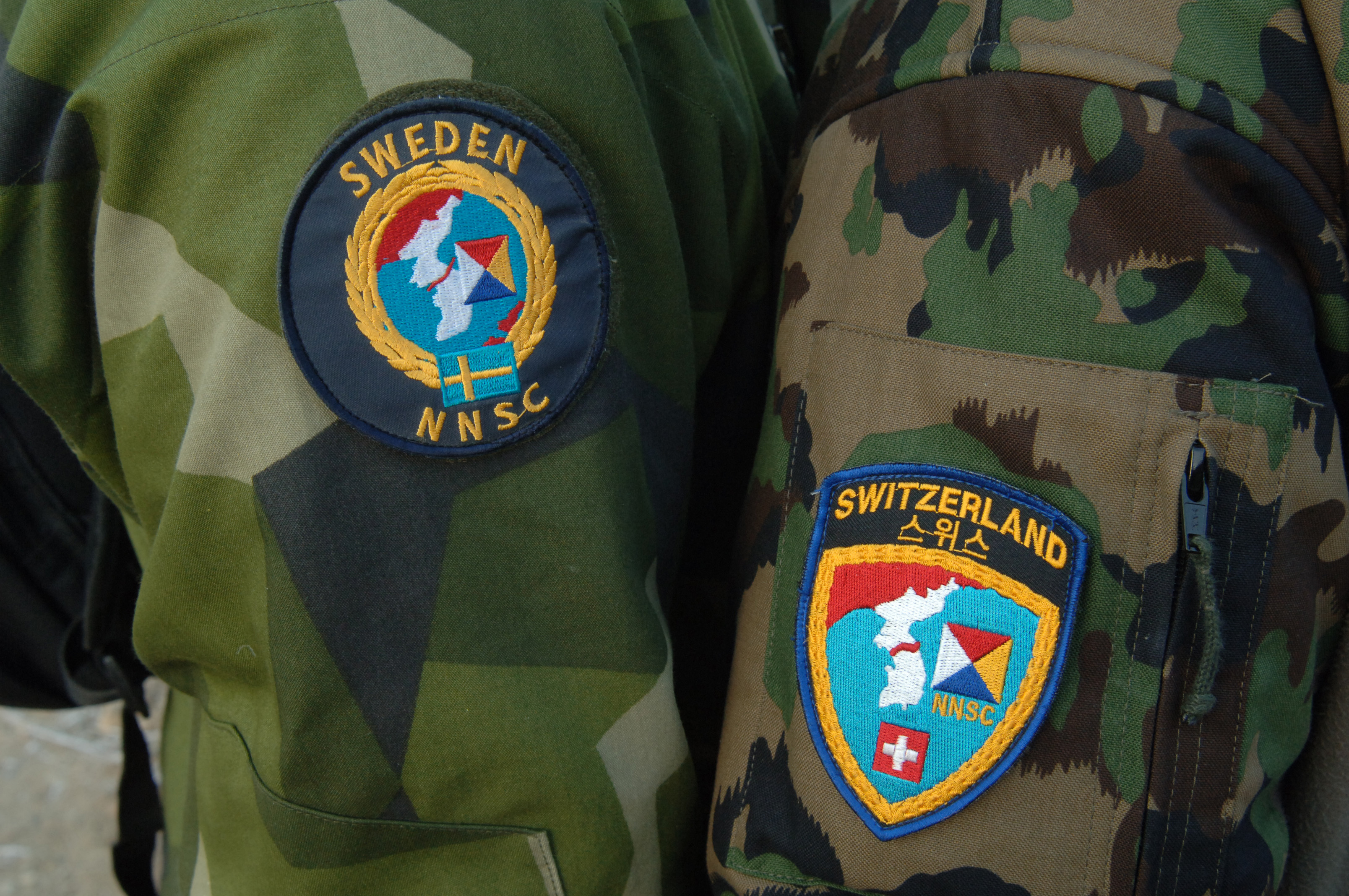
Emblemas uniformes usados pelos delegados do NNSC da Suécia e da Suíça.

### 1953–1957
A primeira reunião do NNSC ocorreu em 1 de agosto de 1953.
Em 1954, houve hostilidade às inspeções da NNSC por parte dos sul-coreanos, e dúvidas por parte da UNC, Suíça e Suécia sobre a aplicação equilibrada das inspeções. Em 31 de julho, após avisos dos militares sul-coreanos de que seriam tomadas medidas se o NNSC não se retirasse da Coreia do Sul, os manifestantes tentaram entrar no campo do NNSC em Incheon, mas foram impedidos por guardas dos Estados Unidos. Após discussão no seio do NNSC, e com o acordo da Comissão de Armistício Militar, os efectivos das equipas de inspecção foram reduzidos para cerca de metade.
Em março de 1955, a assembleia nacional sul-coreana aprovou por unanimidade uma resolução que determinava a expulsão das equipas de inspecção do NNSC da Coreia do Sul. Em maio de 1955, os EUA decidiram que o NNSC deveria ser informado de que as suas operações estavam a prejudicar seriamente as forças da UNC, e que a "UNC propôs no futuro considerar o Artigo 13(d) do Acordo de Armistício como inoperante". Em agosto de 1955, o presidente sul-coreano Syngman Rhee exigiu que os membros da NNSC deixassem a Coreia do Sul, e 1.200 ferroviários e 300 veteranos da guerra da Coreia do Sul tentaram invadir o complexo da NNSC na Ilha Wolmi-do, mas foram contidos por centenas de soldados americanos que usaram gás lacrimogêneo. As manifestações contra as equipas de inspecção da NNSC continuaram durante Setembro e Outubro.
Em 31 de maio de 1956, a UNC exigiu que as equipes de inspeção fixas da NNSC fossem retiradas dos portos sul-coreanos, pois os EUA acreditavam que a Coreia do Norte estava sendo rearmada para evitar a inspeção da NNSC. A Coreia do Norte se opôs a isso na Comissão de Armistício Militar, mas foi efetivada em 9 de junho de 1956. Após isso, as equipes de inspeção do NNSC na Coreia do Norte foram retiradas nos dias seguintes. A partir desta altura, as actividades do NNSC limitaram-se ao registo de informações oferecidas por ambas as partes e os níveis de pessoal foram reduzidos.
Numa reunião da Comissão de Armistício Militar, em 21 de Junho de 1957, os EUA informaram os representantes norte-coreanos de que a UNC já não se considerava vinculada pelo parágrafo 13(d) do armistício que impedia a introdução de novas armas na Coreia, e cuja aplicação era a principal missão do NNSC. Em Janeiro de 1958, mísseis Honest John com armas nucleares e canhões atómicos de 280 mm dos EUA foram enviados para a Coreia do Sul, um ano depois, adicionando mísseis de cruzeiro Matador com armas nucleares com alcance para atingir a China e a União Soviética.

### 1958–1995

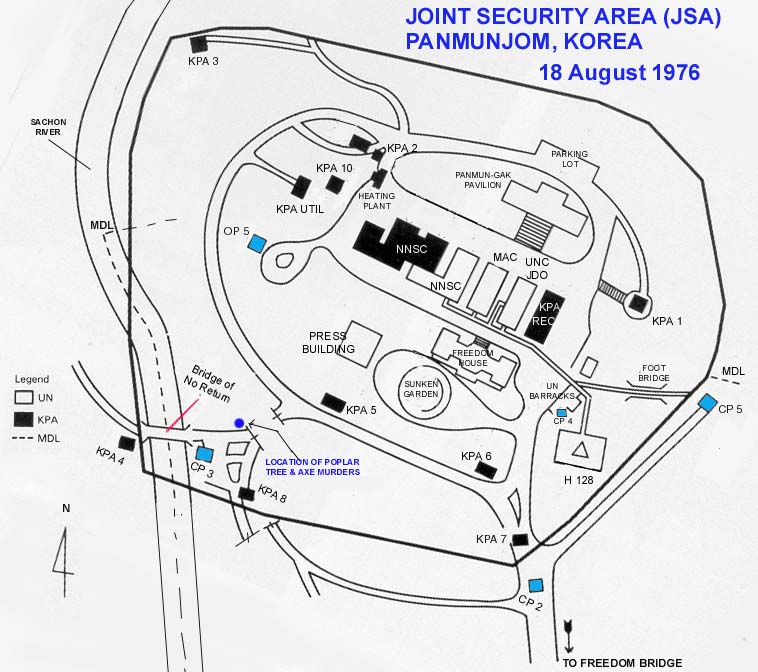
Mapa da JSA mostrando os edifícios do NNSC e a localização do CP# 5, a entrada para o acampamento sueco e suíço do NNSC.

A Coreia do Norte considerou que a NNSC só existia nominalmente depois de as equipas de inspecção terem sido retiradas. Um relatório de 1970 sobre a NNSC, elaborado pela Agência de Controlo de Armas e Desarmamento dos EUA, concluiu que "uma vez que a NNSC foi criada apenas para observar a aplicação dos artigos 13(c) e 13(d), deixou, portanto, de ter qualquer função".
O historiador do NNSC descreveu esta situação como:

Os americanos e sul-coreanos, não mais prejudicados pela presença dos tchecoslovacos e poloneses e livres para acelerar a modernização de seus armamentos, mostraram-se agora menos precipitados em se desfazer de um órgão que deixara de incomodá-los e que poderia até mesmo servir para conter a propaganda contra eles por parte dos norte-coreanos e chineses. A Comissão de Supervisão das Nações Neutras permanece, portanto, uma fachada, mantida apenas pela apreensão quanto ao vazio que ocorreria se fosse abolida.

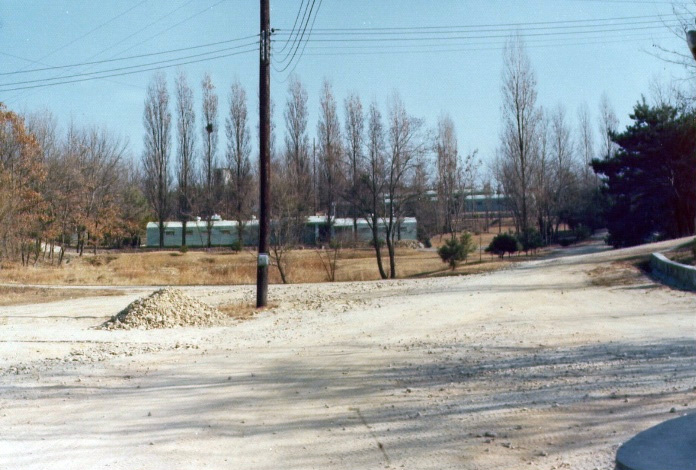
Entrada no acampamento do NNSC em 1976.

De junho de 1956 a 1993, o NNSC cessou seus controles, mas encaminhou somente os relatórios dos grupos de guerra sobre a entrada e saída de militares para a UNCMAC. As forças das delegações da Polônia, Tchecoslováquia, Suécia e Suíça foram reduzidas gradualmente: em 9 de junho de 1956 para 14 membros cada, em 1960 para nove membros cada, e em 1978 para seis membros cada. Dentro da Área de Segurança Conjunta (JSA) estão os escritórios e a sala de conferências do NNSC.
Os acampamentos para os membros suecos e suíços e suas equipes estão localizados na metade sul da Zona Desmilitarizada Coreana (DMZ), adjacente à JSA. Os antigos campos polonês e tcheco, que ficavam nas proximidades, no lado norte-coreano da Linha de Demarcação Militar, foram tomados pelo KPA e agora são usados para outros propósitos.
Após o colapso do comunismo que levou à adesão da Checoslováquia e da Polónia à NATO, e à dissolução da Checoslováquia na República Checa e na Eslováquia em 1993, a Coreia do Norte acreditava que o NNSC tinha perdido a sua neutralidade e considerou que o NNSC tinha entrado em colapso. A Coreia do Norte expulsou a componente checa em 1993 e a componente polaca em 1995.
Desde 1995, a Coreia do Norte não reconhece a existência do NNSC. As delegações sueca e suíça continuam a apresentar relatórios sobre os movimentos de tropas sul-coreanas para a Coreia do Norte, que são ignorados. A Polónia continua a participar nas reuniões do NNSC, embora já não possa observar os movimentos de tropas na Coreia do Norte.

### Situação pós-2008

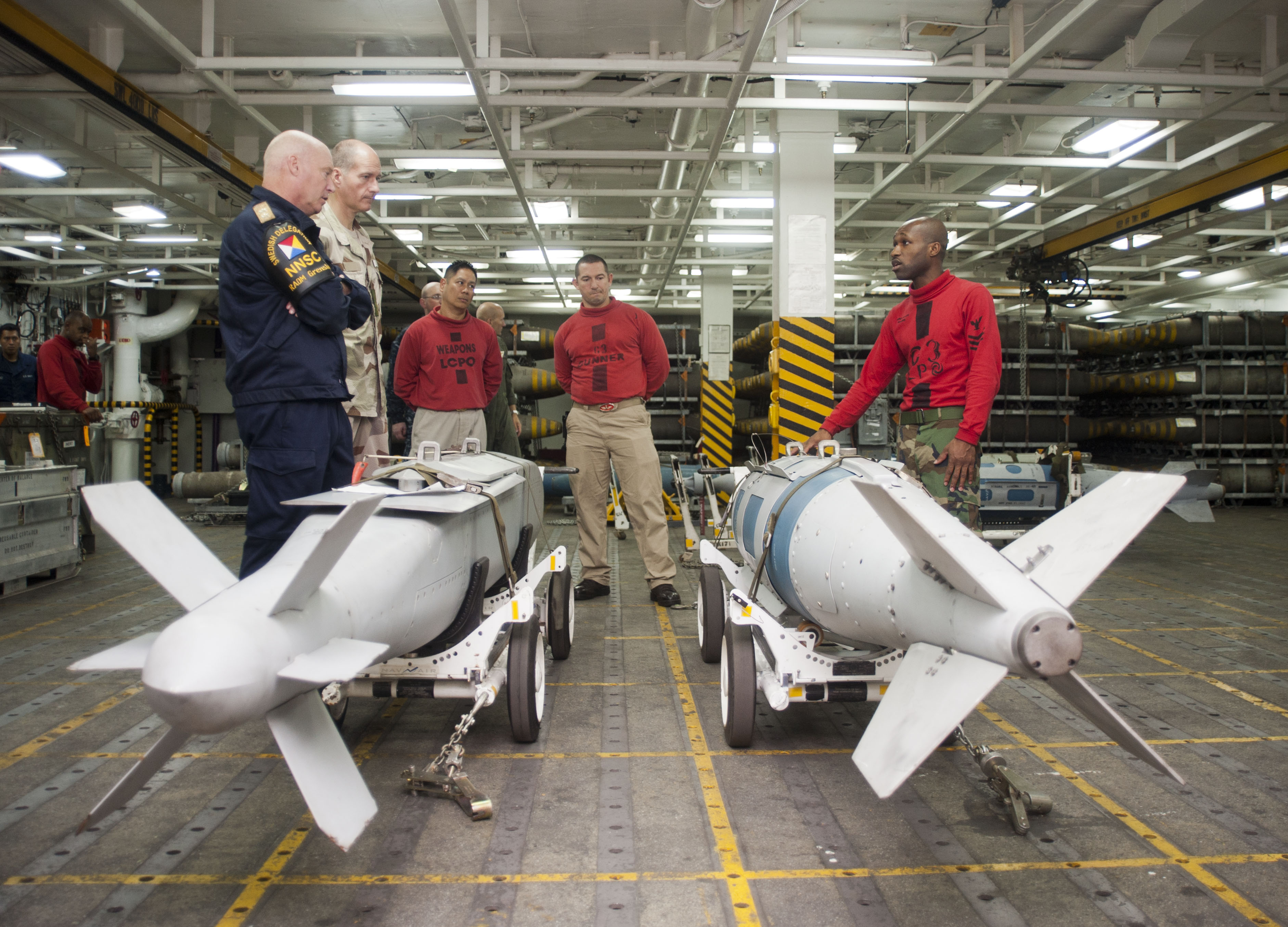
Um delegado sueco do NNSC observa bombas guiadas em uma visita noturna ao em 2012.

Desde 2008, o papel principal do NNSC é manter e construir relações com ambos os lados e manter um canal de comunicação entre eles. Cinco representantes suíços e cinco suecos estão estacionados perto de Panmunjom, Coreia do Sul, a serviço do NNSC. Atualmente, sua principal tarefa é mostrar presença na fronteira interna da Coreia e, assim, demonstrar que o cessar-fogo ainda está em vigor. A partir de novembro de 2023, os representantes das delegações suíça e sueca reúnem-se uma vez por semana para “[garantir] a troca de informações” entre elas.
Ocasionalmente, delegados poloneses participam das reuniões em Panmunjom, mas pela Coreia do Sul, já que a Polônia mudou de lado politicamente. A promoção da distensão e da segurança na Área de Segurança Conjunta (ASC) também se insere no âmbito destas actividades e constitui um pré-requisito para a concretização destas tarefas.
A delegação sueca descreve sua tarefa atual como manter a validade do mecanismo de trégua. Descreve o NNSC como tendo actualmente contacto contínuo com a UNC, mas sem contacto com a Coreia do Norte.
O NNSC continua monitorando os níveis de tropas na Coreia do Sul e monitorando os grandes exercícios militares anuais dos EUA e da Coreia do Sul. Sempre que norte-coreanos entram na Coreia do Sul, membros do NNSC podem entrevistá-los para determinar se eles querem ser repatriados ou desertar para o Sul. Ocasionalmente, o NNSC participa em investigações da Comissão de Armistício Militar da UNC, como por exemplo sobre as acções da Coreia do Sul durante escaramuças navais.
A Polónia continua a enviar representantes às reuniões da comissão duas vezes por ano, o que a NNSC considera legitimar a sua posição com 75% das delegações originais intactas. Em 2014, a prática de abrir a porta da cabine de conferências do NNSC para o território norte-coreano para indicar que um novo relatório estava disponível foi interrompida, uma vez que a Coreia do Norte indicou que se tratava de um "gesto ofensivo". O custo anual do NNSC é de cerca de 4 milhões de dólares. A manutenção e o reparo das instalações do acampamento NNSC são de responsabilidade da Diretoria de Obras Públicas (DPW) do Exército dos EUA para a Área I, localizada no acampamento Red Cloud. Em 2023, os edifícios da NNSC na Área de Segurança Conjunta foram modernizados, o que envolveu a demolição de algumas das suas cabanas de madeira originais da década de 1950. A reunião do 70.º aniversário do NNSC teve lugar em 20 de junho de 2023, com representantes da Suécia, Suíça e Polónia, em Varsóvia .

## História das delegações das nações neutras
| Tamanho da delegação suíça do NNSC | Tamanho da delegação suíça do NNSC |
| Ano                                | Número das equipes                 |
| ---------------------------------- | ---------------------------------- |
| 1953                               | 96                                 |
| 1956                               | 14                                 |
| 1960                               | 9                                  |
| 1978                               | 6                                  |
| 1994                               | 5                                  |

### Suíça

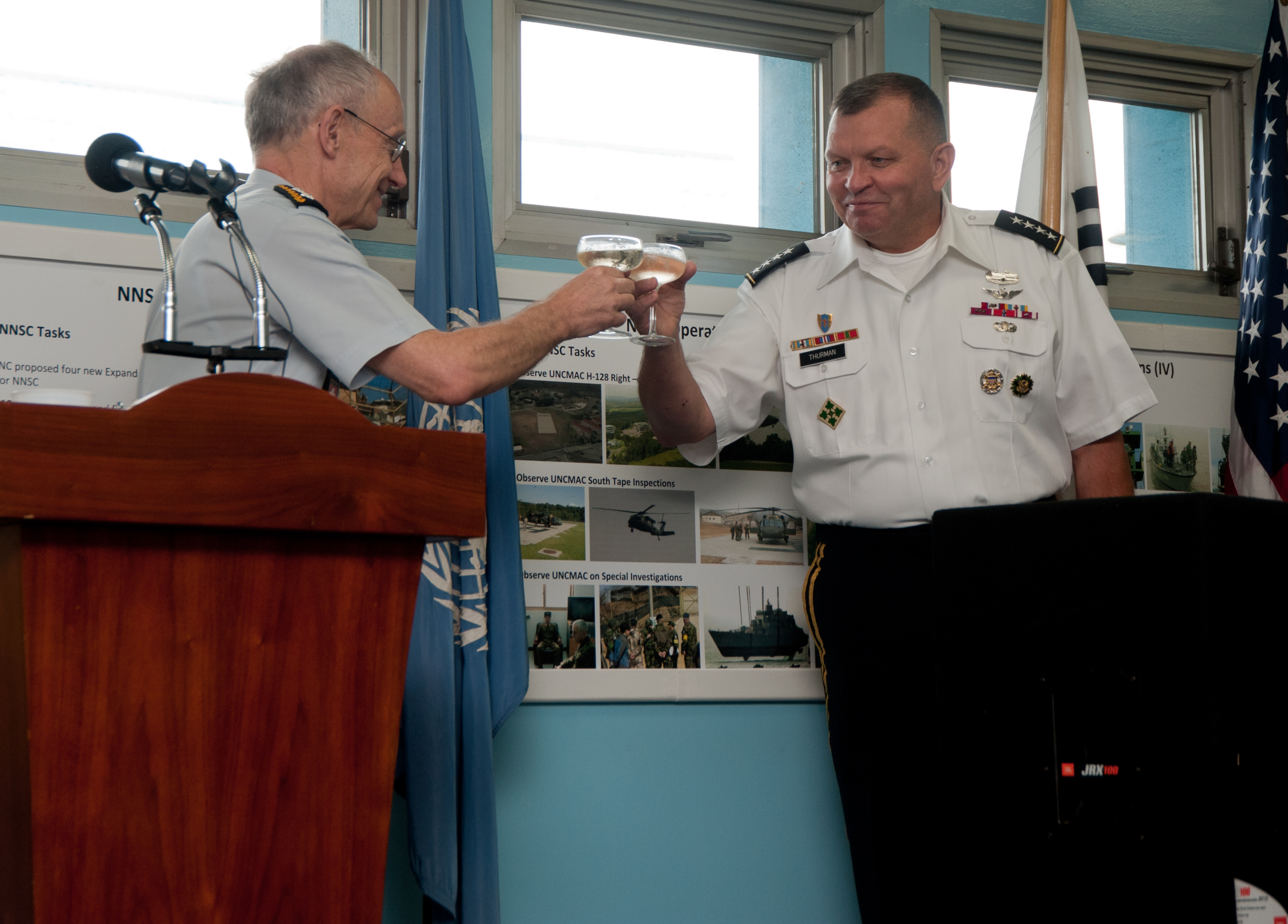
O delegado suíço do NNSC, Major-General Jean-Jacques Joss, com o comandante da USFK, General James D. Thurman, em um evento do 58º aniversário do armistício.

Em 1º de agosto de 1953, chegou a primeira delegação suíça do NNSC, composta por 96 membros, que se expandiu para cerca de 150 em poucos meses para auxiliar na monitorização, de acordo com um relatório do Stars and Stripes . Após a dissolução da Equipe de Inspeção, a delegação foi reduzida para 14 membros. Nos anos seguintes, a delegação foi sucessivamente reduzida ao tamanho atual de cinco. Atualmente, o chefe da delegação, escolhido entre o Ministério da Defesa ou o Ministério das Relações Exteriores, fica em missão por três a cinco anos. Quatro oficiais militares da reserva auxiliam em missões de um a dois anos.

### Tchecoslováquia
Um grupo de mais de 300 tchecoslovacos chegou a Panmunjom, parte de trem e parte de avião, na virada de julho e agosto de 1953. Nos primeiros quatro anos de existência do NNSC, cerca de 500 a 600 tchecoslovacos participaram. A história do primeiro contingente checoslovaco é abordada no livro A Península Coreana após o Armistício, como visto pelos delegados checoslovacos na Comissão de Supervisão das Nações Neutras, que contém mais de 250 fotografias feitas por membros do contingente checoslovaco entre 1953 e 1956 e quatro textos sobre a história inicial do NNSC escritos por Seungju Hong, Jaroslav Olša Jr., Gabriel Jonsson e Alex Švamberk. Amostras de fotografias foram publicadas em outras publicações da imprensa coreana e checa, por exemplo, no The Korea Times. O texto introdutório do livro que cobre a história das relações entre a Checoslováquia e a Coreia do Norte e o início do NNSC está disponível online.
Mais tarde, o tamanho do contingente checoslovaco tornou-se significativamente menor. Após a divisão pacífica da Tchecoslováquia, ambas as novas repúblicas concordaram que a República Tcheca assumiria sua participação no NNSC. Em abril de 1993, membros tchecos foram forçados a deixar seu acampamento em Panmunjeom sob ameaça da Coreia do Norte. Desde então, a República Tcheca não participou das reuniões do NNSC. Em 2013, por ocasião do 60º aniversário da assinatura do armistício, a Embaixada da República Checa na Coreia do Sul organizou uma série de eventos para comemorar a participação da Checoslováquia no Conselho Nacional de Segurança Nacional.

### Polônia
O primeiro turno do contingente polonês consistia em 301 indivíduos e iniciou suas operações em 1º de agosto de 1953, com o general Mieczysław Wągrowski como comandante.  Mudanças políticas na Europa no final dos anos 80 e início dos anos 90 levaram as autoridades norte-coreanas a buscar uma mudança na natureza da Comissão de Supervisão das Nações Neutras. Pyongyang acreditava que a Polônia, devido às mudanças políticas após 1989, havia perdido seu status de neutralidade. Começaram as pressões para retirar a Missão Polonesa do NNSC. Em novembro de 1994, o Ministério das Relações Exteriores da Coreia do Norte, em nota oficial à Polônia, anunciou que "o efeito legal da nomeação da Polônia como membro da Comissão de Supervisão das Nações Neutras, nos termos do Artigo 37 do Acordo de Armistício, expirou".  Em última análise, a Polônia foi forçada a deixar o campo do NNSC do lado norte-coreano em 1995. Entretanto, a Polônia optou por não seguir o caminho da República Tcheca e permaneceu na Comissão de Supervisão de Nações Neutras. Esta decisão foi influenciada pelas disposições do Acordo de Armistício e pelos compromissos internacionais assumidos por Varsóvia – sem a participação da Polônia, o NNSC perderia seu propósito. Desde 1995, a Missão Polaca na NNSC opera na zona desmilitarizada, com acesso pelo lado sul-coreano.

## Na cultura popular
- Uma delegada do NNSC do Exército Suíço é o personagem central do filme de suspense e mistério sul-coreano de 2000, Joint Security Area.